# Loch Shiel
Loch Shiel, schottisch-gälisch: Loch Seile, ist ein Süßwassersee im schottischen Hochland. Er liegt in der Council Area Highland etwa 20 Kilometer westlich von Fort William. Gemessen an der Größe der Wasseroberfläche ist Loch Shiel der siebtgrößte See Schottlands.

## Beschreibung
Loch Shiel hat die typisch langgezogene Form eines in der Eiszeit durch Gletscher entstandenen Sees. Er ist 28 Kilometer lang, aber nur 600 bis 700 Meter breit. Die Wasseroberfläche umfasst 19,9 km², das Wasservolumen 0,9 km³. Die größte Tiefe des Sees beträgt 128 Meter, die durchschnittliche Tiefe 40,5 Meter. Sein Einzugsgebiet umfasst 250,2 km².

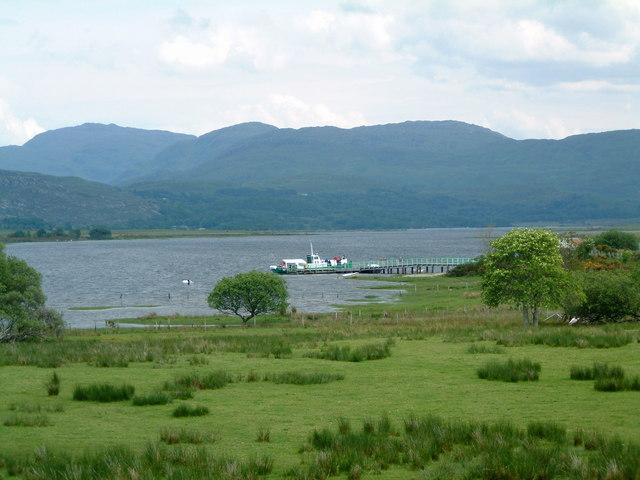
Loch Shiel bei Acharacle

Loch Shiel erstreckt sich von Glenfinnan im Nordosten bis Acharacle im Südwesten, wo der See über den River Shiel in die Meeresbucht Loch Moidart entwässert. Der See bildet die Grenze zwischen den Regionen Moidart westlich des Sees, Sunart im Süden und Ardgour östlich des Sees. Aufgrund der geologischen Verhältnisse im Einzugsgebiet ist das Wasser im Loch Shiel nährstoffarm, was eine relativ spärliche Flora und Fauna im See zur Folge hat. Der nordöstliche Teil des Sees ist von bis zu 882 Meter hohen Bergen eingerahmt und wesentlich tiefer als der südwestliche Teil, der von einer eher hügeligen Landschaft umgeben ist. Dementsprechend konzentriert sich der Tourismus am Loch Shiel vor allem auf die malerische nordöstliche Region, die darüber hinaus mit dem Glenfinnan Monument eine weitere touristische Attraktion besitzt.
Loch Shiel ist Teil der Loch Shiel National Scenic Area, einem Gebiet, das ähnlichen Schutzbestimmungen unterliegt wie ein Nationalpark. Die gesamte Region ist extrem dünn besiedelt. Städte oder Industrieansiedlungen in unmittelbarer Nähe von Loch Shiel gibt es keine. Lediglich fünf Dörfer befinden sich nahe am See, am Nordende Glenfinnan, im südwestlichen Bereich Ardshealach, Acharacle und Dalnabreck sowie am Ostufer Polloch. Lediglich die nordöstliche Seite des Sees ist sowohl mit dem Zug als auch mit dem Auto von Fort William aus leicht zu erreichen. Glenfinnan verfügt über einen Bahnhof an der West Highland Line, der mehrmals täglich von ScotRail-Zügen und im Sommer je Richtung zweimal pro Tag vom dampfbetriebenen „The Jacobite“ bedient wird. Mit dem Auto erreicht man Glenfinnan über die gut ausgebaute A830. Wesentlich unzugänglicher ist die südwestliche Seite von Loch Shiel. In das Gebiet um Acharacle gelangt man ausschließlich über einspurige Straßen mit Ausweichstellen (Single track roads).
Das Wasser im Loch Shiel ist weitgehend frei von Schadstoffen und Verschmutzung. Darüber hinaus zeichnet sich der See auch in wasserbaulicher Hinsicht durch seine weitgehende Naturbelassenheit aus. Die Entwässerung von Loch Shiel ist im Gegensatz zu allen anderen schottischen Seen vergleichbarer Größe nicht reguliert. Eine befahrbare Uferstraße existiert nicht, ebenso gibt es auch keine Wanderwege entlang des Ufers. Lediglich zwischen Glenfinnan und Polloch existiert auf dem Südufer ein Forstweg. Touristische Bootsfahrten werden allerdings von Acharacle aus angeboten.

## Geschichte
Der See war Schauplatz zweier historischer Ereignisse. Am südwestlichen Ende des Sees bei Acharacle schlugen keltische Stämme unter ihrem Anführer Somerled im Jahr 1140 ein von Torquil angeführtes normannisches Heer. Torquil wurde in der Schlacht getötet und die Normannen für längere Zeit aus dem Gebiet vertrieben.
Auf der St Finan’s Isle im Westteil der Insel befinden sich die Ruinen einer mittelalterlichen Kapelle, die mit dem Clan Ranald verknüpft ist. Möglicherweise ließ sich dort bereits im 7. Jahrhundert ein irischer Missionar nieder, nach dem die Insel benannt ist.
Am nordöstlichen Ende von Loch Shiel befindet sich das Glenfinnan Monument. Es markiert die Stelle, an der sich die Hochlandclans am 19. August 1745 trafen, um angeführt von Bonnie Prince Charlie zum – letztlich erfolglosen – Aufstand der Jakobiten gegen die englische Vorherrschaft anzutreten. Loch Shiel ist daher für schottische Patrioten von besonderer Bedeutung. Einmal im Jahr wird an der historischen Stätte der Ereignisse von 1745 gedacht.

## Film
Glenfinnan am Loch Shiel ist der fiktionale Geburtsort von Connor MacLeod (gespielt von Christopher Lambert) im Film Highlander (USA/GB, 1986). Die Aufnahmen vom fiktionalen Stammsitz der MacLeods stammen allerdings nicht vom Loch Shiel, sondern wurden am Eilean Donan Castle am Loch Duich gedreht. Darüber hinaus war der Loch Shiel Drehort für alle Szenen aus den Harry-Potter-Verfilmungen, die am fiktionalen Hogwarts-See spielen.